# دیوید لی (بسکتبال)
دیوید لی (به انگلیسی: David Lee) (زاده ۲۹ آوریل ۱۹۸۳) بسکتبالیست حرفه‌ای آمریکایی، در پست فروارد قدرتی برای تیم بوستون سلتیکس بود. وی درتاریخ ۲۲ فوریه ۲۰۱۶ طی امضای قراردادی به تیم بسکتبال دالاس ماوریکس پیوست..